# Salcantay
Salcantay (také psáno Salkantay nebo Sallqantay) je hora v Peru. Nachází se v pohoří Cordillera de Vilcabamba 60 km severozápadně od Cuzca a s výškou 6271 m n. m. je dvanáctou nejvyšší a druhou nejprominentnější peruánskou horou. Její název pochází z kečuánského výrazu „salqa antay“ = „divoká hora“. Salcantay byla v domorodém náboženství uctívána jako symbol plodnosti.
Hora je často navštěvována turisty, vede tudy stezka do incké pevnosti Machu Picchu. Nejčastější cestou na vrchol je severovýchodní stěna, která má podle západoalpské stupnice obtížnost AD. Prvovýstup provedla v roce 1952 americko-francouzská expedice, kterou vedl George Irving Bell.
Hora leží v departementu Cusco na pomezí provincií Anta, La Convención a Urubamba v chráněných územích Área de conservación regional Choquequirao a Santuario Histórico de Machupicchu.